# 人類白細胞抗原

HLA在6号染色体上的位置

人類白細胞抗原（英語：Human leukocyte antigen），是編碼人类的主要组织相容性复合体（MHC）的基因。其位于6号染色体的短臂上（6p21.31），包括一系列紧密连锁的基因座，与人类的免疫系统功能密切相关。其中部分基因编码细胞表面抗原，成为每个人的细胞不可混淆的“特征”，是免疫系统区分自身和异体物质的基础。HLA基因高度多态化，存在许多不同的等位基因， 从而细致调控后天免疫系统。
属于第一类MHC的HLA（HLA-A, HLA-B, HLA-C）可提供细胞内肽的状况。例如，一个细胞被病毒感染，HLA将病毒的碎片转移到细胞表面，这样免疫系统可以识别受感染细胞并将其摧毁。这些肽段是蛋白酶体降解蛋白后的产物。这些肽通常为小聚合物，由大约9个氨基酸组成。被第一类MHC分子转移的外来抗原会吸引杀手T细胞（也称CD8+ T细胞， 或细胞毒性T细胞）摧毁细胞。
属于第二類MHC的HLA（HLA-DP, HLA-DM, HLA-DO, HLA-DQ, HLA-DR）将来自细胞外的抗原呈现给T淋巴细胞。这些抗原刺激辅助T细胞（T-helper cells，也称CD 4+ T细胞）增殖，进而刺激B细胞产生抗原特异性抗体。自身抗原会被调节T细胞抑制（regulatory T cell）。

## 遗传学
HLA复合体位于6号染色体短臂上的21.32区（6p21.32），由360万个碱基对组成，是目前已知的人类染色体中基因密度最高，也是多态性最为丰富的区域。

## 分類

### 第一类MHC分子
第一类MHC分子由一个跨越细胞膜的α链和一个连在这个链上的、细胞外的β2微球蛋白组成。整个分子由四个区组成，其中三个区位于α链上（α1-α3），β2微球蛋白组成第四个区。分子位于细胞外的部分（α1和α2）组成一个凹坑，肽可以粘在这个凹坑里。粘在这里的肽一般是在蛋白酶体里被拆除的蛋白质的残片。免疫细胞（比如CD8+-T细胞）可以检验这些被粘在细胞表面的肽来区分自身和外来的细胞。所有含有细胞核的身体内的细胞都有第一型人類白細胞抗原，这些分子又可以细分为HLA-A、HLA-B和HLA-C。

### 第二类MHC分子
第二类MHC分子由一个α链和一个β链组成，两个链都穿过整个细胞膜。在细胞外这个分子有四个区（α1、α2、β1和β2），其中α1和β1组成一个凹坑。第二型人類白細胞抗原比第一型稍大些。只有吞噬性的细胞（比如巨噬细胞、B細胞）的表面有第二型人類白細胞抗原。在巨噬过程中被溶酶体分解的蛋白质的肽被粘在第二型人類白細胞抗原的凹坑里。这个型的分子又可以下分为HLA-DP、HLA-DQ、HLA-DR、HLA-DN和HLA-DO。

### 第三类MHC分子
与前两型不同的是第三类MHC分子主要属于补体系统，参加不分别免疫。它可下分为C2、C4和Bf。

## 命名
每个特定的人類白細胞抗原的名字分三个部分：
- 缩写HLA
- 亚型的字母，比如（HLA-B）
- 特定分子的号码（比如HLA-B27）

## 医学意义
在进行移植手术时人類白細胞抗原决定组织相容性。贡献者和接受者的人類白細胞抗原越相似，排异反应就越小。只有同卵双胞胎或者克隆(Clone，複製)的人類白細胞抗原是完全一样的。
此外许多疾病与一定的人類白細胞抗原相关联，因此它们对于一定疾病的可能性有关。

## 相關疾病
特定形式的HLA蛋白已經被證實和特定疾病有高度相關，或者是確定會誘導該疾病發生；許多HLA相關的自體免疫疾病都和東亞漢人有強烈相關性。
| 抗原        | 疾病                       | 備註                     |
| ----------- | -------------------------- | ------------------------ |
| HLA-B27     | 僵直性脊椎炎               |                          |
| HLA-B27     | 反應性關節炎               |                          |
| HLA-B51     | 貝賽特氏症                 |                          |
| HLA-B*15:02 | 史蒂芬斯－強森症候群 (SJS) | SJS和TEN兩者經常一起發生 |
| HLA-B*58:01 | 毒性表皮壞死症 (TEN)       | SJS和TEN兩者經常一起發生 |

## 外部連結
- Anthony Nolan Trust: HLA Informatics Group
- European Bioinformatics Institute IMGT/HLA Sequence Database（页面存档备份，存于）
- American Society for Histocompatibility and Immunogenetics（页面存档备份，存于）